# Euthalia pseudomerta
Euthalia pseudomerta är en fjärilsart som beskrevs av Hans Fruhstorfer 1907. Euthalia pseudomerta ingår i släktet Euthalia och familjen praktfjärilar. Inga underarter finns listade i Catalogue of Life.